# Phalangodinella coffeicola
Phalangodinella coffeicola is een hooiwagen uit de familie Zalmoxioidae.